# ディルク・ファン・バビューレン
ディルク・ファン・バビューレン（Dirck Jaspersz van Baburen もしくは Teodoer van Baburen, Theodor Baburen, 1595年頃 - 1624年2月21日）は、オランダの画家で、ユトレヒト・カラヴァッジョ派でも知られている。

## 生涯
ディルク・ファン・バビューレンはおそらくユトレヒト州ヴァイク・バイ・ドゥールステーデで生まれたと思われるが、家族とともに子供のころにユトレヒトに移っている。ファン・バビューレンの最初期の記録は、1611年のもので、ユトレヒトの聖ルカ組合にパウルス・モレールスの弟子として名前が挙げられている。1612年から1615 年の間にローマを訪れている。そこで彼はカラヴァッジェスティであるバルトロメオ・マンフレディに出会う。また、彼の作品は収集家であったヴィンチェンツォ・ジウスティニアーニ侯爵や枢機卿シピオーネ・ボルゲーゼの注目を引くようになり、そのために1617年頃、サン・ピエトロ・イン・モントリオ教会の祭壇画の依頼を受けたものと思われる。彼はまたローマにあったオランダやフランドル出身の画家達のグループw:Bentvueghels（「鳥の羽根」の意）の初期のメンバーの一人であった。
1620年の終わりにはユトレヒトに戻り、風俗画を描き始める。1624年に亡くなるまでヘンドリック・テル・ブルッヘンやヘラルト・ファン・ホントホルスト等と共に、現在ではユトレヒト・カラヴァッジョ派として知られているスタイルを形作っていった。

## キャリア

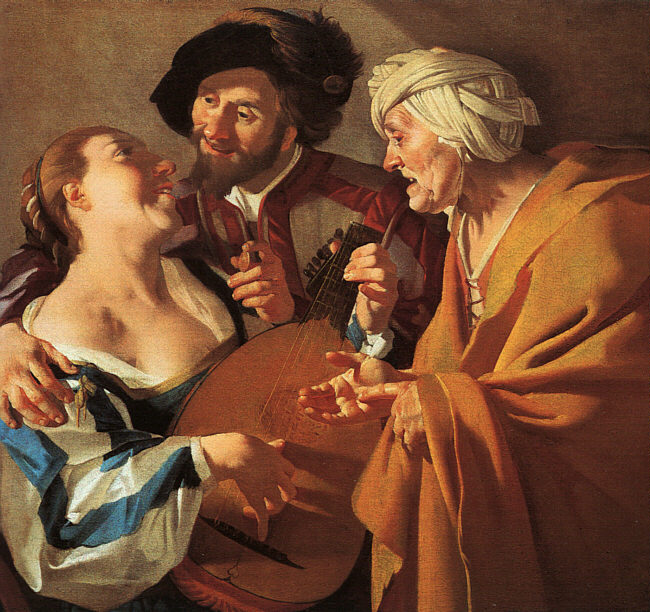
『取り持ち女』

ディルク・ファン・バビューレンのキャリアは短く、僅かな作品しか残っていない。ローマではサン・ピエトロ・イン・モントリオ教会には『キリストの埋葬』等の宗教画を主に描いた。他には『キリストの捕縛』（ボルゲーゼ美術館）や、ヴィンチェンツォ・ジウスティニアーニのために描いた『弟子たちの足を洗うキリスト』(絵画館、ベルリン) がある。
ユトレヒト時代の作品は1621年から1624年のもので、カラヴァッジョやマンフレディの影響が見られる。たとえば『ウルカヌスに鎖で繋がれるプロメテウス』 (アムステルダム国立美術館) は、カラヴァッジョの『聖パウロの転向』（en:Conversion on the Way to Damascus）に見られる逆さまの人物像が、縛られようとしているプロメテウスの姿勢に反映されている。
ファン・バビューレンはまた、音楽を奏でる人々やカード遊びをする人々等を描いた風俗画を世に広めた画家のはしりである。彼の作品の中で最もよく知られた『取り持ち女』 (ボストン美術館) であるが、この作品（もしくは模写）はヨハネス・フェルメールの義母が所有していたことがあり、フェルメールの2枚の作品『合奏』（1990年に盗難にあい、未だ発見されていない）と『ヴァージナルの前に座る女』（ ナショナル・ギャラリー、ロンドン）の中に描かれている。ハン・ファン・メーヘレンはこの作品を模写している。

## 作品

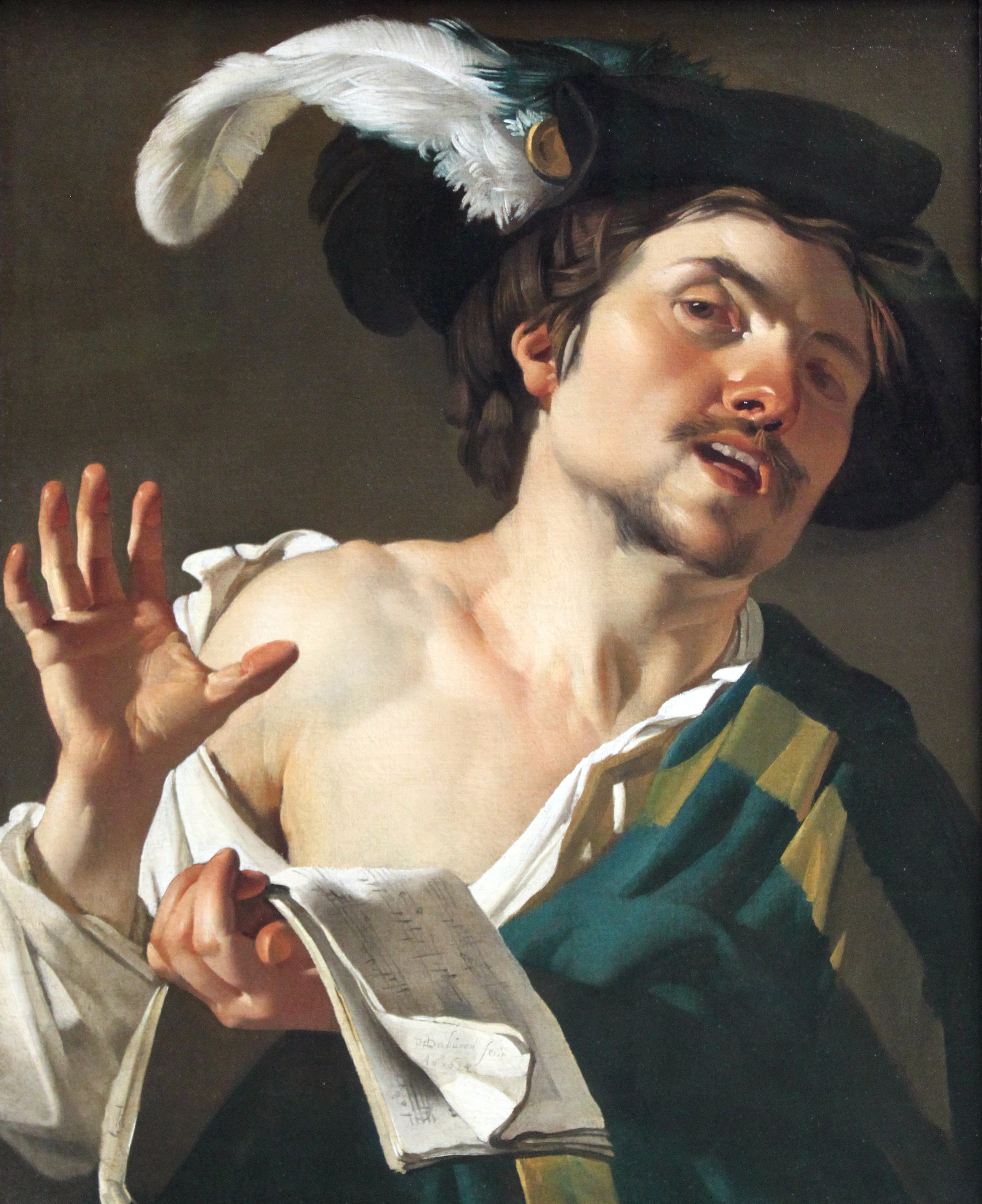
「歌う若者」(1622) シュテーデル美術館
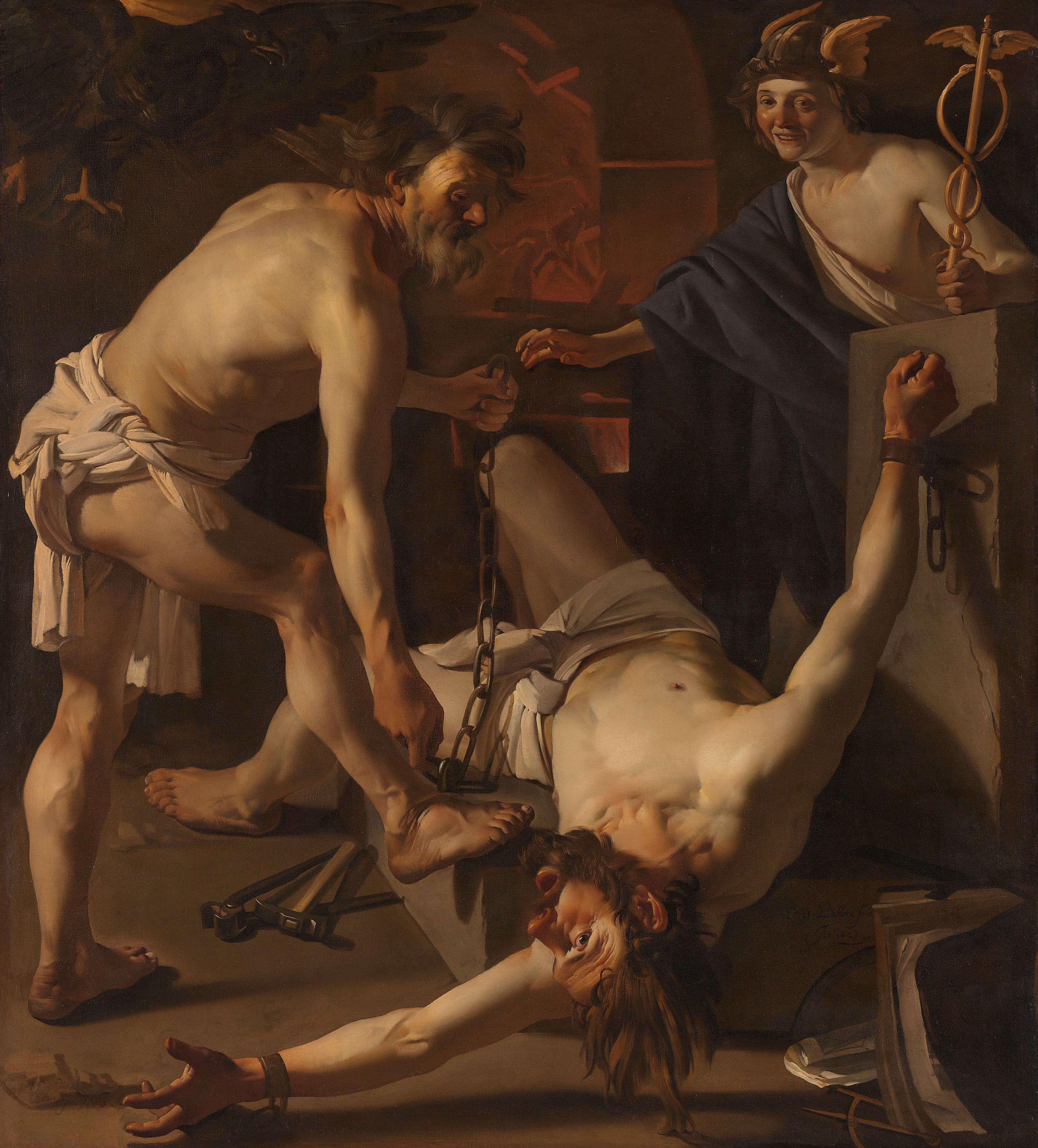
「バルカンに鎖で繋がれたプロメテウス」(1623) アムステルダム国立美術館
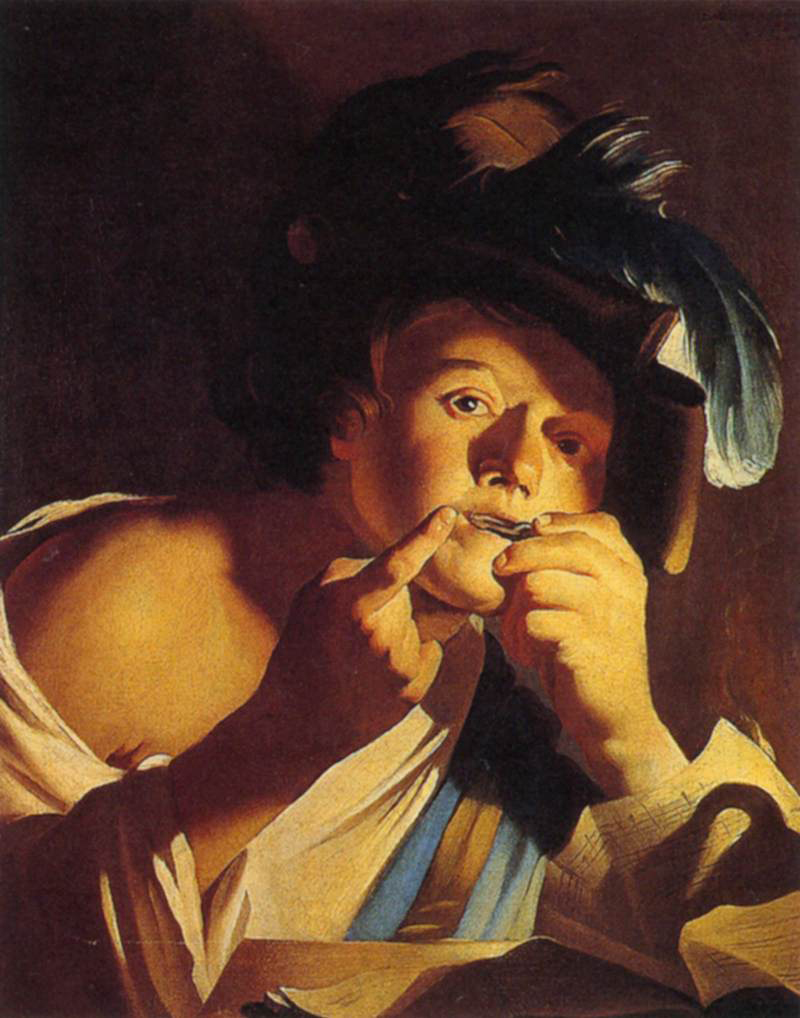
口琴を弾く少年 (1621) ユトレヒト中央博物館
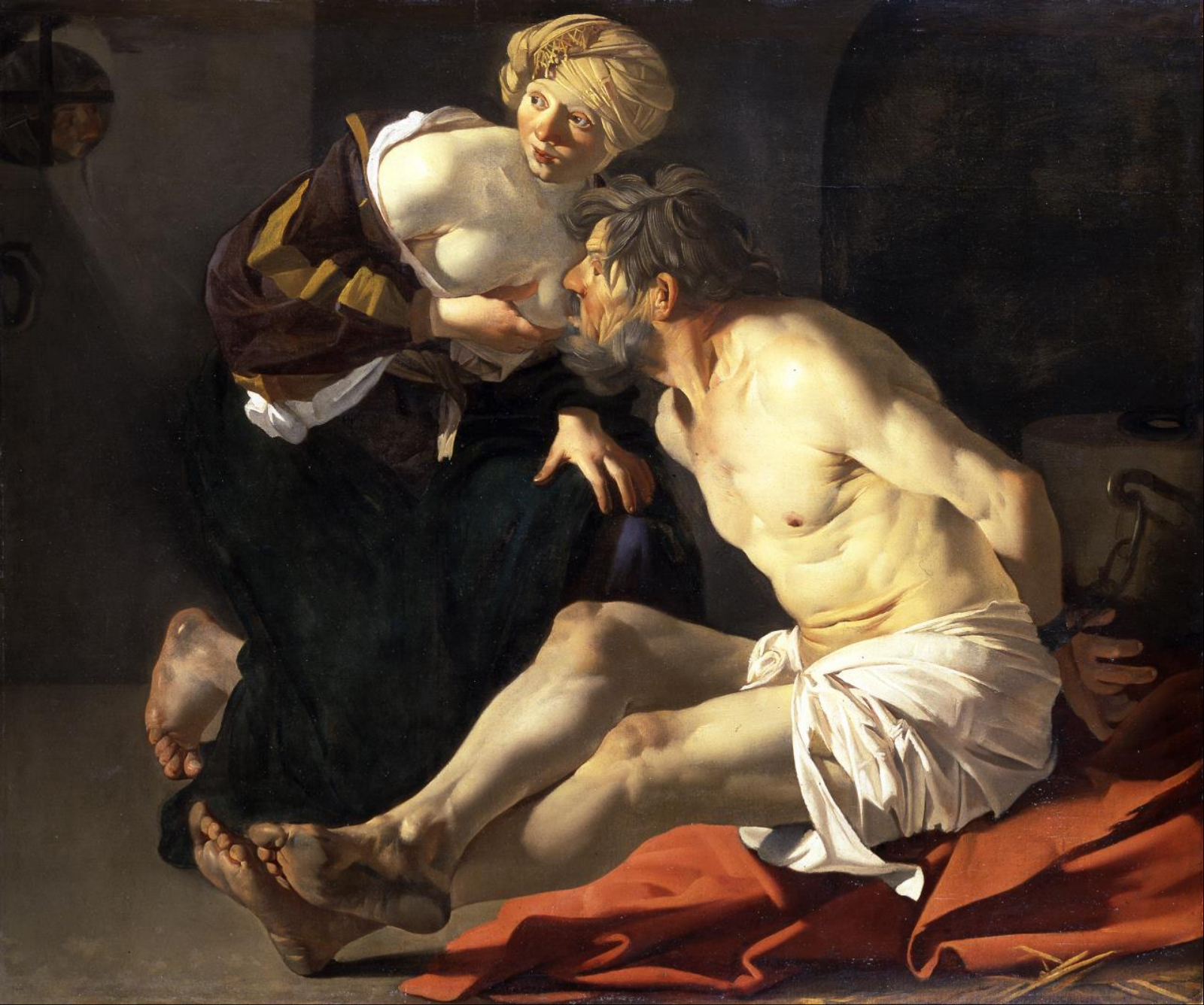
ローマの慈愛、キモンとペロー (1618–1624) York Art Gallery

## 参照
1. ↑  Brown, p. 110.
2. ↑  Levine.
3. ↑  Brigstocke.